# Alchemilla heptagona
Alchemilla heptagona es una especie de planta del género Alchemilla, perteneciente a la familia Rosaceae.

## Taxonomía
Alchemilla heptagona fue descrita por Serguéi Yuzepchuk en 1922.

## Distribución
Se encuentra en el territorio de Polonia hasta Europa Oriental.